# Xanthanomis
Xanthanomis is een geslacht van vlinders van de familie spinneruilen (Erebidae), uit de onderfamilie Calpinae.

## Soorten
- X. aurantiaca Hampson, 1926
- X. fuscifrons Walker, 1864
- X. lilacea Bethune-Baker, 1906